# 三里洞街道
三里洞街道，是中华人民共和国陕西省铜川市印台区下辖的一个乡镇级行政单位。

## 行政区划
三里洞街道下辖以下地区：
延安路社区、新建社区和芳草社区。